# Девчонка (телесериал)
Девчонка (исп. Muchachita) — мексиканская 150-серийная мелодрама 1985 года производства Televisa.

## Сюжет
Марибель Монтесинос — молодая и богатая женщина предана Хосе Мануэлю Паласиосу, но незадолго до свадьбы она была изнасилована бандитами и вскоре забеременела и решила родить ребёнка. Отец Марибель, Дон Фелипе Монтесинос против беременности, но дочь настояла на своём и родила дочь Росу.

## Создатели телесериала

### В ролях
- Лурдес Мунгия — Мария Санчес/Марин Санчес Монтесинос
- Гонсало Вега — Хосе Мануэль Паласиос
- Талина Фернандес — Марибель Монтесинос
- Беатрис Агирре — Нена Мартинес
- Мануэль Саваль — Чучо Ландерос
- Ана Берта Лепе — Тича
- Хосе Карлос Руис — Паскуаль Санчес
- Берта Мосс — Аманда вдова Монтесинос
- Луис Агилар — Габриэль Ландерос
- Хосефина Эскобедо — Рутилья
- Гастон Тусе — Херман
- Ада Карраско — Луча
- Марта Самора — Берта
- Сильвия Каос — Мерида
- Маурисио Феррари — Луккино
- Витторина Гаресси — Ольга
- Роса Кармина — Линда Рэй
- Оливия Коллинс — Ирене
- Тоньо Инфанте — Сантос Вега
- Хоана Брито — Бригида
- Мария Прадо — Николаса
- Рауль Мерас — Дон Фелипе Монтесинос
- Грасиэла Ороско — Хервасия
- Фернандо Амайя — Жан Карло
- Мерседес Паскуаль

### Административная группа
- оригинальный текст: Рикардо Рентерия
- музыкальная тема заставки: For just a moment
- композитор: Давид Фостер
- художник-постановщик: Кристина Мартинес де Веласко
- художник по костюмам: Алехандро Гастелум
- начальники места проживания актёров: Патрисия Гонсалес, Рафаэль Брисуэла, Патрисия де Винкенсо
- менеджер по производству: Лусеро Суарес
- оператор-постановщик: Альбино Корралес
- режиссёр-постановщик: Хулио Кастильо
- продюсер: Карлос Тельес

## Награды и премии

### TVyNovelas(0 из 1)
| Номинация            | Персона        | Результат |
| -------------------- | -------------- | --------- |
| Лучший молодой актёр | Мануэль Саваль | Номинация |